# Silometopus
Silometopus és un gènere d'aranyes araneomorfes de la subfamília dels erigonins, dins de la família Linyphiidae. Es poden trobar a la zona paleàrtica: Àsia i Europa.
Fou descrit per primera vegada per Eugène Louis Simon l'any 1926.
És sinònim del gènere Scleroschaema Hull, 1911

## Llista d'espècies
Segons The World Spider Catalog 12.0:
- Silometopus acutus Holm, 1977 – Suècia, Polònia, Rússia (Europea)
- Silometopus ambiguus (O. Pickard-Cambridge, 1906) – Nord-oest d'Europa
- Silometopus bonessi Casemir, 1970 – Bèlgica, Suïssa, Àustria, Alemanya, Eslovàquia
- Silometopus braunianus Thaler, 1978 – Alps (Suïssa, Itàlia, Àustria)
- Silometopus crassipedis Tanasevitch & Piterkina, 2007 – Rússia (Europea), Kazakhstan
- Silometopus curtus (Simon, 1881) (Espècie tipus) – Espanya, França, ?Hongria, ?Malta, ?Egipte
- Silometopus elegans (O. Pickard-Cambridge, 1873) – Europa, Rússia (Europea to Central Àsia/Sibèria)
- Silometopus elton Tanasevitch & Grushko, 2020 – Rússia (Europea)
- Silometopus graecus Bosmans, 2020 – Grècia
- Silometopus incurvatus (O. Pickard-Cambridge, 1873) – Europa, Rússia (Europea fins a Sibèria),  Àsia Central
- Silometopus minutus Tanasevitch, 2016 – Israel
- Silometopus nitidithorax (Simon, 1915) – França, Grècia
- Silometopus pectinatus Tanasevitch, 2016 – Israel
- Silometopus reussi (Thorell, 1871) – Europa, Rússia, Xina
- Silometopus rosemariae Wunderlich, 1969 –  Espanya, França,, Alemanya, Suïssa, Àustria, Itàlia
- Silometopus sachalinensis (Eskov & Marusik, 1994) – Rússia (Sakhalin), Japó
- Silometopus tenuispinus Denis, 1950 – França, Andorra
- Silometopus uralensis Tanasevitch, 1985 – Rússia (Urals to Central Àsia/Sibèria)